# Zbrusu Nový zákon
Zbrusu Nový zákon (francouzsky: Le tout nouveau testament, anglicky: The Brand New Testament) je francouzská fantasy komedie od belgického režiséra Jaco van Dormaela (* 1957). Film získal několik ocenění, například vyhrál ocenění pro nejlepší film od Belgické asociace filmových kritiků. Na filmovém festivalu Biografilm též získal dvě ocenění. Zbrusu Nový zákon byl nominován na  Zlatý Glóbus a Césara pro nejlepší film, nicméně, ani jednu tuto nominaci neproměnil.

## Děj

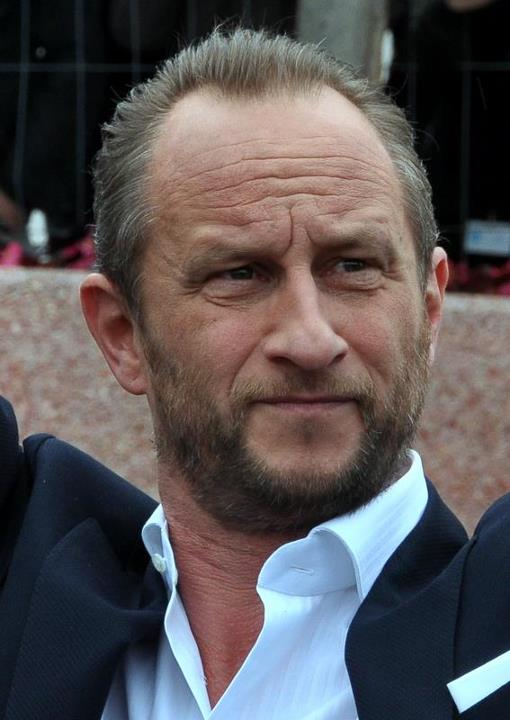
Představitel Boha Benoît Poelvoorde

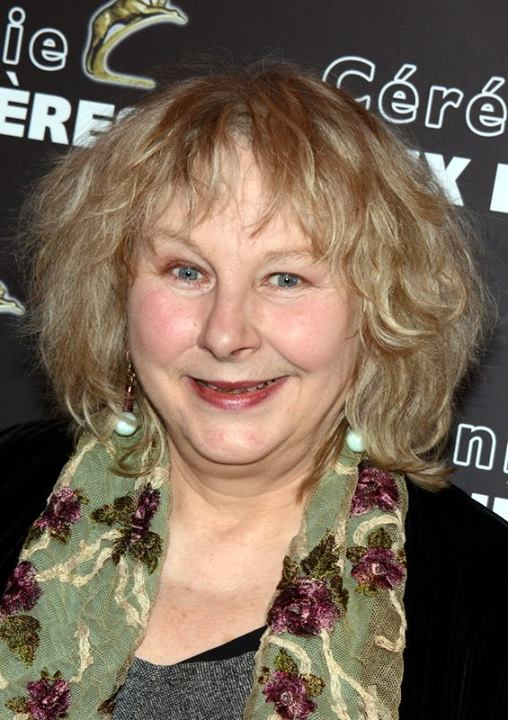
Představitelka Bohyně

Hlavní hrdinka Ea je desetiletá dcera Boha a jeho manželky. Žije oddělená od okolního světa v malém bytě v Bruselu se svým despotickým a hrubým otcem, Bohem, který celý den prosedí u počítače, kde vymýšlí nejnovější hloupé zákony (Zákon 21.29: „Vždy, když se ponoříme do vany, zazvoní telefon.“). Její starší bratr Ježíš se ze zajetí dostal a našel si svých dvanáct apoštolů, kteří jeho jméno rozhlašovali. Ea se rozhodně také z bytu odejít, jediná cesta vede přes pračku, ve které je ukrytá tajná cesta do světa lidí. Bratr Ježíš jí poradí, že by si také měla najít apoštoly, ale mělo by jich být šest, tím pádem by jich celkem bylo osmnáct, přesně jako v baseballových týmech, které jejich matka tak miluje. Ea ale nejdříve ukradne otcův klíč od pracovny a rozešle všem lidem čas, který jim zbývá, než zemřou. Také si v jeho složkách vyhledá šest náhodných lidí, kteří se stanou jejími apoštoly. Pak počítač rozbije a uteče.

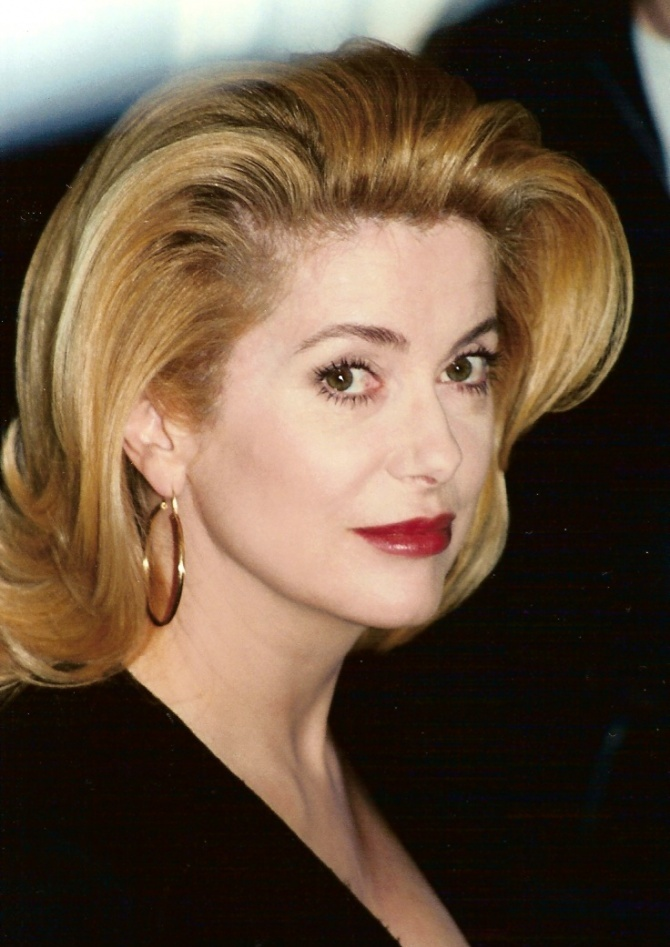
Catherine Deneuve, představitelka Martine

Ea se octne ve světě lidí a protože neumí sama příliš psát, požádá prvního člověka kterého potká, bezdomovce Victora, aby zapisoval vše, co její apoštolové řeknou, do Zbrusu Nového zákona. Prvním apoštolem, respektive apoštolkou, se stává samotářská dívka Aurélie, které vůz metra utrhl paži, místo které nosí silikonovou náhražku. Je krásná, ale myslí si, že kvůli jejímu postižení ji nemůže nikdo milovat. Druhým apoštolem je Jean-Claude, který svůj život zasvětil práci a když zjistil, kolik života mu zbývá, sedl si na lavičku a zapřisáhl se, že se už nepohne. Ea se s ním setká. K Jeanu-Claudovi přiletí pták a zeptá se ho, proč zůstává tam, kde je, když může odejít. Jean-Claude se tedy vydává na cestu s hejnem ptáků až na Arktidu. Třetí apoštol, Marc, nemá úspěch u žen a je z toho frustrovaný. Stále je zamilovaný do německé dívky, kterou potkal v dětství. Když zjistí, kolik času mu zbývá, rozhodne se vybrat všechny své úspory a investovat je do prostitutek a striptérek. Peníze mu ale rychle dojdou a rozhodně se, že si začne vydělávat hlasem – začne dabovat filmy. A hned při prvním filmu se setká s onou německou dívkou, do které se v dětství zamiloval. Čtvrtý apoštol François je posedlý smrtí. Má manželku a syna, ale není šťastný a když se dozví, kolik let života mu zbývá, koupí si zbraň, se kterou střílí na lidi. Pokud člověka netrefí, znamená to, že ještě nenadešel jeho čas. Když parkem prochází osamělá Aurélie, vystřelí a trefí ji do ramene, Aurélie ale nic nepocítí a François v tom vidí zázrak, netuší, že za to může silikonová ruka. Do Aurélie se zamiluje a vyzná se jí ze svých citů. Ona je opětuje. Pátým apoštolem je žena středního věku Martine, která je sice bohatá, ale žije v manželství bez lásky. Ea jí poradí, že hudba v jejím srdci je jako z cirkusu, ať se tedy jde na cirkusové představení podívat. Ta si zamiluje místní gorilu a od majitele ji odkoupí. Nakonec manžela z domu vyhodí. Šestý a poslední apoštol je asi desetiletý chlapec Willy, kterému z celé skupiny zbývá nejméně času. Jeho matka byla psychicky nemocná a protože si myslela, že je její syn stále nemocný, píchala mu inzulin. Willy se rozhodl prožít poslední dny svého života jako dívka a tak také udělal. Poslední den chce prožít u moře na pláži.
Mezitím se Bůh dozví, co Ea udělala s jeho počítačem a také se rozhodne jít do světa lidí a dceru najít. Nechá doma manželku samotnou a ta den ode dne zjišťuje, že její obraz dvanácti apoštolů se plní lidmi, kteří tam nepatří, až je na obrazu Poslední večeře všech osmnáct apoštolů, přesně jako v baseballovém týmu hráčů.
Bůh se pomocí pračky dostane do světa lidí, ale rozzlobí každého, koho potká, až nakonec skončí v nemocnici. Jde pro pomoc do kostela, kde rozzuří i faráře, který jej vyhodí. Nakonec dceru Eu najde, ale ona mu uteče po vodě, zatímco on po vodě chodit neumí. Sám se chce vrátit ze světa lidí, ale průchod pračkou je zavřený.
Ea je i se šesti apoštoly a zapisovatelem Victorem na pláži u moře, kde Willy čeká, až mu dojde čas. Čtou si ze Zbrusu Nového zákona. Najednou se na pláž začne řítit letadlo, ve kterém, shodou okolností, sedí i Bůh společně s policejním doprovodem a ilegálními přistěhovalci. Mezitím, Bohova manželka, Bohyně, při uklízení vypojí ze zásuvky Bohův počítač a když jej znovu zapojí, podaří se jí ho zprovoznit. Odstraní zprávy o čase smrti, který Ea poslala a díky tomu se letoun, který mířil na pláž plnou lidí, odkloní a úspěšně vzlétne. Bůh se dostává do továrny na pračky, kde každý výrobek kontroluje, zda v něm nenajde průchod do svého bytu.

## Obsazení
| Pili Groyne       | Ea              |
| Benoît Poelvoorde | Bůh             |
| Yolande Moreau    | Bohyně          |
| Marco Lorenzini   | Victor          |
| Laura Verlinden   | Aurélie         |
| Didier de Neck    | Jean-Claude     |
| Serge Larivière   | Marc            |
| François Damiens  | François        |
| Catherine Deneuve | Martine         |
| Romain Gelin      | Willy           |
| David Murgia      | Ježíš           |
| Johan Leysen      | Martinin manžel |